# Guglielmo Massaia

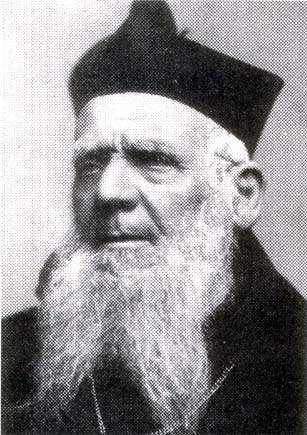
Guglielmo Kardinal Massaia

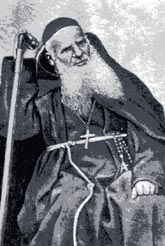
Guglielmo Massaia OFMCap als Bischof

Guglielmo Massaia OFMCap, gelegentlich auch Massaja, Taufname Lorenzo Antonio Massaia (* 8. Juni 1809 in Piovà Massaia, Piemont; † 6. August 1889 in San Giorgio a Cremano) war ein italienischer katholischer Missionar, Kapuziner und Kardinal.

## Leben
Massaia wurde auf den Namen Lorenzo Antonio Massaia getauft und nahm den Namen seines Bruders Guglielmo nach dessen Tod an. Er besuchte die Schule Collegio Reale in Asti. Nach dem Tod seines älteren Bruders Guglielmo, Domherr und Kantor der Kathedrale von Asti, ging er zuerst zum Priesterseminar und trat dann mit 16 Jahren dem Kapuzinerorden bei. Am 25. September 1825 erhielt er sein Ordensgewand, den Habit.
Nach der Priesterweihe 1832 wurde er Lektor der Theologie und erwarb sich einige Bekanntheit als Prediger. Daraufhin wählten ihn Prinz Viktor Emanuel, später König Italiens, und Ferdinand, Herzog von Genua, zu ihrem Beichtvater. Auch Silvio Pellico suchte seinen geistlichen Beistand. Die königliche Familie des Piemont wollte ihn mehrmals zum Bischof ernennen, doch er lehnte ab, um 1846 an der Oromo-Mission seines Ordens teilzunehmen. Am 24. Mai 1846 empfing Massaia in der Kirche S. Carlo al Corso in Rom durch Kardinal Giacomo Filippo Fransoni die Bischofsweihe, Mitkonsekratoren waren Giovanni Brunelli, Apostolischer Delegat in Spanien, und Bischof Jean-Félix-Onésime Luquet MEP. Danach brach Massaia nach Äthiopien auf.
Im Jahre 1850 besuchte er Europa, um eine neue Gruppe von Missionaren zu gewinnen und Mittel, um seine Arbeit zu entwickeln. Er führte Gespräche mit dem französischen Minister für auswärtige Angelegenheiten in Paris sowie mit Lord Palmerston in London. Eine schwere Krankheit zwang ihn 1880 zum Rücktritt.
Während seiner 35 Jahre als Missionar wurde er sieben Mal verbannt, kam aber immer wieder. In Anerkennung seiner Verdienste erhob ihn Papst Leo XIII. in den Rang eines Titularerzbischofes von Stauropolis, zum Direktor der Kongregation für die Verbreitung des Glaubens und am 10. November 1884 zum Kardinal mit der Titelkirche Santi Vitale, Valeria, Gervasio e Protasio.
Auf Anordnung des Papstes schrieb er seine Erfahrungen als Missionar in dem Buch I miei trentacinque anni di missione nell’ alta Etiopia nieder, dessen erste Ausgabe 1883 gleichzeitig in Rom und Mailand veröffentlicht wurde und die letzte im Jahr 1895. In dieser Arbeit beschäftigte er sich nicht nur mit dem Fortschritt der Mission, sondern auch mit den politischen und wirtschaftlichen Bedingungen in Äthiopien, wie er sie kannte. Die letzten zehn Jahre lebte er im Kapuzinerkloster Frascati (Rom).

## Missionsarbeit
Anfang des 17. Jahrhunderts wurde gegen die Jesuiten ein Verfolgungsedikt erlassen und über ein Jahrhundert lang durften nur Franziskaner weiterhin in der Region tätig sein, die jedoch 1683 ebenfalls mit dem Martyrium konfrontiert wurden. Nach einigen gescheiterten Initiativen des Kardinals Richelieu und des Königs Louis XIV. drang Frankreich erst 1873 nach Äthiopien ein, wo die Entdecker Arnaud und Antoine Thomson d’Abbadie das Land erforschten und erste Detailinformationen an Propaganda Fide weiterleiteten mit der dringlichen Bitte um die Entsendung von Missionaren.
1846, dem Jahr der Propaganda, kam Massaia als Vikar nach Abessinien (Ostafrika). Die Mission, im Auftrag von Papst Gregor XVI., bestand darin, aus der 1839 gegründeten Apostolischen Präfektur Abessinien ein Apostolisches Vikariat Galla für die Oromo zu errichten. (ab 1961: Erzeparchie Addis Abeba) Das Territorium wurde in drei Kirchsprengel unterteilt, u. a. das Apostolische Vikariat Sudan (oder Zentralafrika), das 1877 Bischof Daniele Comboni anvertraut wurde.
Bei seiner Ankunft in Äthiopien fand er das Land in einem Zustand der religiösen Bewegung. In den Gibbeestaaten breitete sich der Islam aus. Das Oberhaupt der äthiopisch-orthodoxen Kirche, Abuna Qerellos III., war seit 20 Jahren tot und es gab eine Bewegung unter den einheimischen Christen für eine Einheit mit Rom. Massaia wurde vom Papst bevollmächtigt, eine Anzahl einheimischer, koptischer Priester zu weihen. Als er den Missionar und Lazaristen Justinus de Jacobis, von Papst Paul VI. im Jahr 1975 heiliggesprochen, zu diesem Amt weihte, erregte dies die Feindschaft des koptischen Patriarchen von Alexandria, der sofort einen seiner Bischöfe, Abuna Salama III., nach Äthiopien schickte. Als Ergebnis der anschließenden politischen Agitation wurde Massaia des Landes verwiesen und musste unter falschem Namen fliehen.
Nach seiner Rückkehr zu den Oromos gründete er eine große Zahl von Missionen, auch eine Schule in Marseille für die Erziehung der Oromo-Jungen, welche aus der Sklaverei befreit wurden. Dafür erstellte er eine Grammatik der Oromo, die 1867 in Marseille veröffentlicht wurde.
1855 war er einer der ersten Europäer in Bonga (Kaffa), ging 1868 nach Shewa (früher: Shoa), bis er 1879 von König Menelik II., später Kaiser von Äthiopien, vertrieben wurde.

## St. Antonius-Kloster

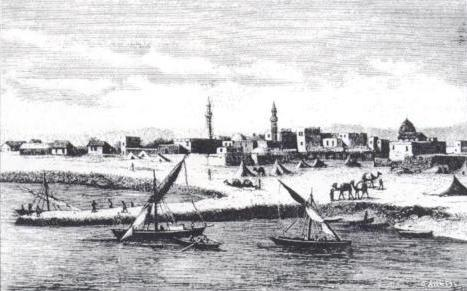
Zeila in Somalia. Zeichnung von G. Massaia

Im Juni 1851 wurde Massaia mit einer Winde in das St. Antonius-Kloster hinaufgezogen. Sein Anliegen war es, den von den Kopten entführten katholischen Glaubensbruder Michelangelo zu befreien. Sein Vorhaben ging fehl und er bediente sich einer anderen List:
Massaia ritt in Begleitung eines jungen Mönches und dreier weiterer Ägypter zum St. Antonius-Kloster. Dort lebte als Gefangener ein junger katholischer Kopte, der in der Propaganda in Rom studiert hatte und nach seiner Rückkehr von koptischen Mönchen in das St. Antonius-Kloster „verbannt“ wurde. Der Apostolische Vikar war auf seinem Weg nach Äthiopien, wo sich gerade Qummus Daud vom St. Antonius-Kloster aufhielt, um dort gegen die missionarischen Aktivitäten von Massaia zu predigen. Im Kloster nahm der katholische Hierarch den Namen „Georg Bartorelli“ an und traf sich wiederholt im Geheimen mit dem koptischen Katholiken, der den Namen Michelangelo angenommen hatte und schon seit zwei Jahren in den Händen der Kopten war. Die Mönche erzählten, dass ihr Quellwasser vom hl. Antonius gesegnet worden sei und die Kraft besäße, Geist und Seele zu reinigen. Jedoch müsse eine gewisse Medizin dem Wasser zugefügt werden, da sonst die Person, die davon trinkt, in eine Frau verwandelt würde. Massaia versprach, den Mönchen diese Medizin aus Kairo zu besorgen, vorausgesetzt, Michelangelo würde ihn nach Kairo begleiten. Der Streich gelang, und schon auf der Rückreise benachrichtigten die beiden Katholiken in Beni Suef den französischen Konsul.

## Ehrungen
Im Jahr 1940 wurde sein Heimatdorf Piovà zu seinen Ehren umbenannt in Piovà Massaia, und in Frascati wurde das Museo Etiopico Guglielmo Massaia gegründet. In Italien sind zahlreiche Städte, Plätze und Einrichtungen nach ihm benannt, z. B. die Via Cardinale Guglielmo Massaia in Turin und Rom. Die italienische Regierung ehrte ihn 1952 mit der Herausgabe einer Gedenkbriefmarke.

## Seligsprechungsprozess
1914 wurde der Seligsprechungsprozess eingeleitet, der von Benedikt XV. 1916 unterbrochen wurde. Die Wiederaufnahme erfolgte 1993 auf Wunsch Johannes Paul II. Papst Franziskus erkannte ihm am 1. Dezember 2016 den heroischen Tugendgrad zu.

## Werke
- I miei trentacinque anni di missione nell’ alta Etiopia. Mailand 1885–95, 12 Bände Analecta Ordinis FF. Min. Capp., V, 291 seq. (In Abissinia e fra i Galla, 1895); Neue Ausgabe Turin 1986.